# کرایه سفر
کرایه سفر که با عنوانهای دیگری مانند پول کرایه، مبلغ کرایه و یا کرایه (fare) هم شناخته می‌شود عبارت است از  هزینه پرداخت شده توسط یک مسافر برای استفاده از سیستم حمل و نقل عمومی شامل راه آهن،   اتوبوس، تاکسی و غیره. در صنعت حمل و نقل هوایی، واژه کرایه بلیط هواپیما (airfare) استفاده می‌شود.
شیوه‌های متعددی برای محاسبه کرایه استفاده از وسایل نقلیه وجود دارد.
سفر مرتبط یا سفر پیوند داده شده (linked trip) سفری است که از مبدأ تا مقصد نهایی مسافر با استفاده از سیستم حمل و نقل عمومی صورت می‌گیرد. حتی اگر مسافر چند وسیله مختلف تا رسیدن به مقصد استفاده کند همه اینها روی هم یک سفر محسوب می‌شود. برای سفرهای مرتبط عمومی، امکان محاسبه کرایه به صورت یکجا وجود دارد.

## کرایه در کشورهای مختلف
کرایه پرداخت شده توسط مسافر تمام یا بخشی از هزینه‌های تمام شده سیستم حمل و نقل عمومی است. در کشورهای مختلف، این نسبت یکسان نیست. پرداخت ۳۰٪-۶۰٪ هزینه تمام شده سفر توسط مسافر در آمریکای شمالی و اروپا رواج دارد. در حالی که در برخی سیستم‌های ریلی عمومی در آسیا ۱۰۰٪ هزینه‌ها را مسافر پرداخت می‌کند.
قوانین در مورد چگونگی و زمان اعتبار کرایه، متعدد و متنوع هستند. در جایی که کرایه‌ها از پیش قابل پیش‌بینی هستند (مانند سیستم با کرایه ثابت)، کرایه را می‌توان در ابتدای سفر از مسافر گرفت. در سفرهای اتوبوسی و راه آهن این شیوه رایج است. تاکسی‌ها عمدتا کرایه را در انتها و بر اساس زمان یا مسافت پیموده شده محاسبه می‌کنند.
برخی از سیستم‌های حمل و نقل عمومی امکان انتقال رایگان مسافران را فراهم می‌کنند که عمدتاً مربوط به جاهای خاصی هستند. این نوع انتقال برای جابجایی مسافر بین دو وسیله نقلیه (مثلا از هواپیما به مترو) یا بین دو ترمینال مسافربری (مثلا ترمینال داخلی و ترمینال خارجی فرودگاه) رایج است.
جریمه کرایه ممکن است در کنار کرایه برای مسافران متخف صادر شود که ممکن است به آن کرایه استاندارد هم گفته شود. در برخی از سیستم‌های حمل و نقل، بازرسانی برای کنترل مشهود یا نامشهود اعتبار بلیط مسافران وجود دارند که می‌توانند مسافران را جریمه کنند. مجازات کرایه‌ها کرایه صادر شده برای مسافران بدون بلیط معتبر؛ استاندارد کرایه یک واژه با معنی مشابه. در بریتانیابرخی از قطار شرکت‌های عاملمانند جنوب غرب قطار و جنوبیدارای درآمد حفاظت بازرسان که می‌تواند موضوع مجازات کرایه به مسافران که سفر بدون یک بلیط معتبر است. در کانادا بر اساس تصمیمات کمیته حمل و نقل تورنتو، جریمه طفره رفتن از کرایه ۳ دلاری حمل و نقل عمومی، مبلغ ۵۰۰ دلار کاناداست.

## صندوق جمع‌آوری کرایه

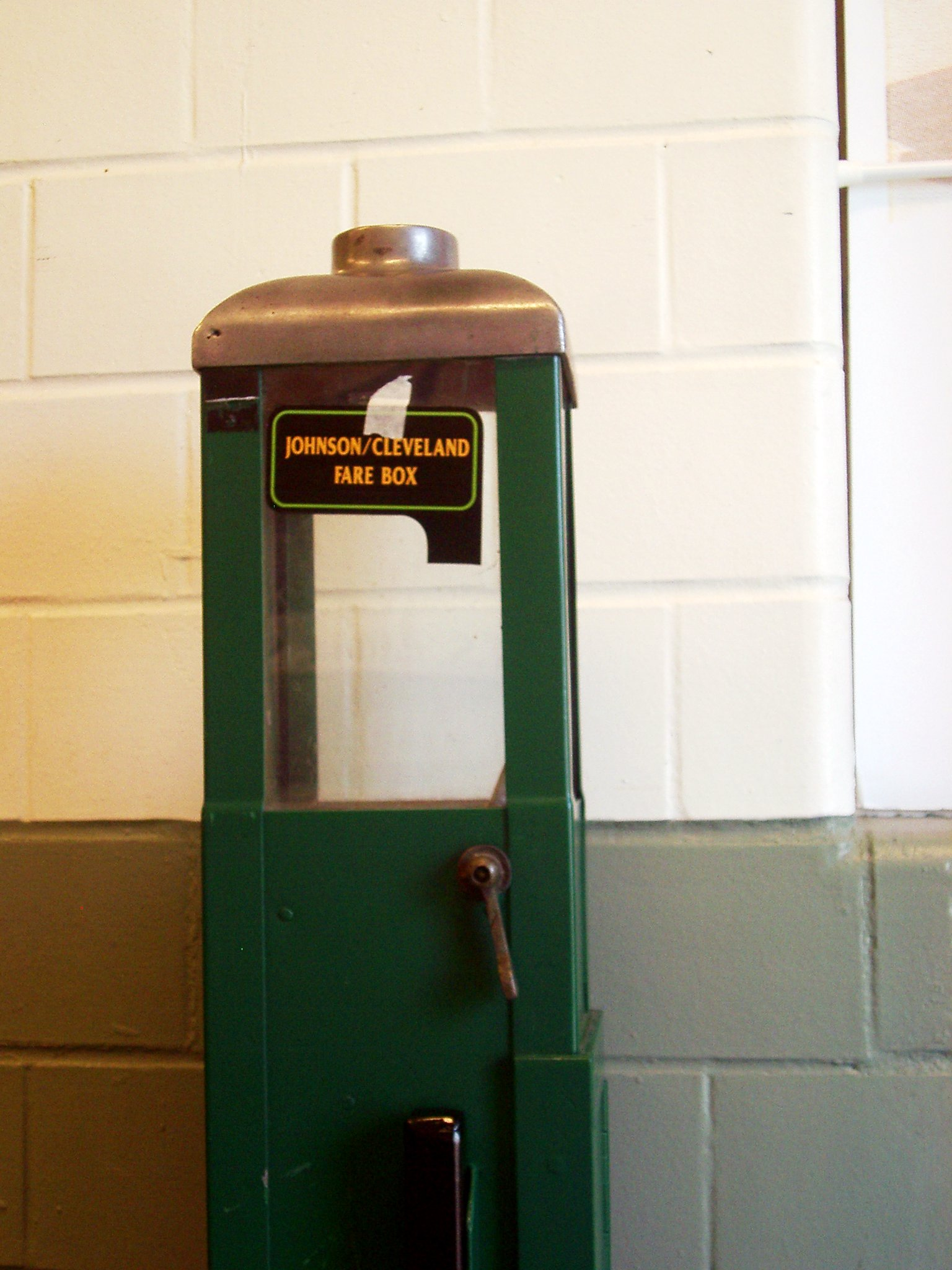
صندوق کرایه دهه ۱۹۵۰.

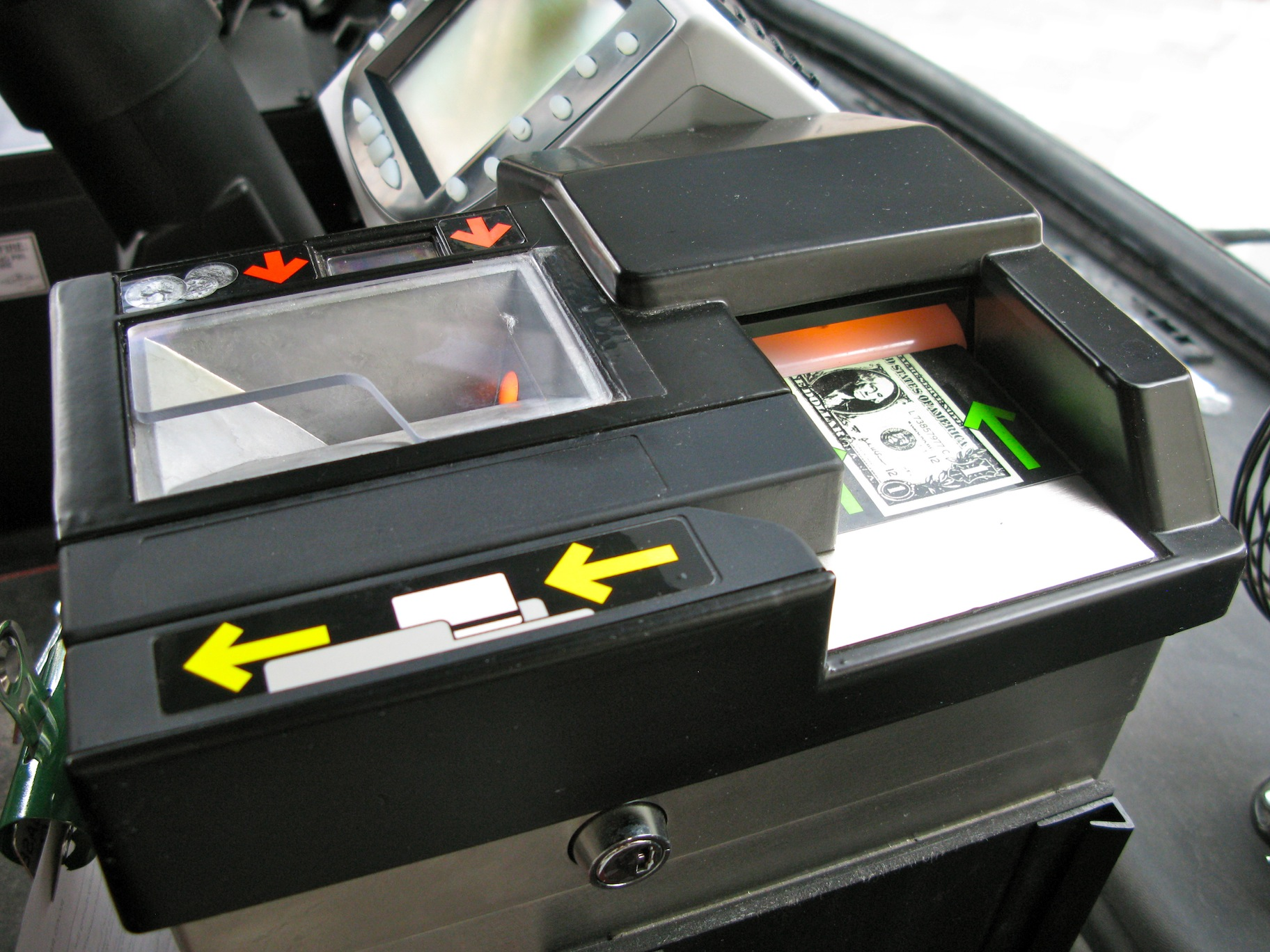
صندوق پرداخت نقدی کرایه امروزی.

در اتوبوسهای حمل و نقل عمومی و سایر وسایل و ترمینالهای حمل و نقل، ممکن است برای دریافت نقدی کرایه از مسافران صندوقهایی وجود داشته باشد. این صندوقها به راننده یا کنترل‌کننده اجازه می‌دهند که پول را در جلوی مشتری در صندوق بیاندازند.